# USS LST-66
O USS LST-66 foi um navio de guerra norte-americano da classe LST que operou durante a Segunda Guerra Mundial.